# Veleposlanstvo Egipta u Ottawi
Veleposlanstvo Egipta u Ottawi predstavlja diplomatsko predstavništvo Arapske Republike Egipat u Kanadi. Nalazi se na istoku Laurier Avenue. Osim veleposlanstva u Ottawi, Egipat ima i konzularno predstavništvo u Montréalu u kojem radi 14 akreditiranih diplomata.
Trenutni egipatski veleposlanik u Kanadi je Ahmed Hafez.

## Vanjske poveznice
|  | Zajednički poslužitelj ima još gradiva o temi Veleposlanstvo Egipta u Ottawi |